# Бермуди на літніх Олімпійських іграх 2020
Бермуди на літніх Олімпійських іграх 2020 представляли два спортсмени у двох видах спорту.

## Спортсмени
| Вид спорту            | Чоловіки | Жінки | Загалом |
| --------------------- | -------- | ----- | ------- |
| Академічне веслування | 1        | 0     | 1       |
| Тріатлон              | 0        | 1     | 1       |
| Загалом               | 1        | 1     | 2       |